# Jag sjunger för dig
Jag sjunger för dig är Uno Svenningssons sjätte studioalbum, utgivet den 1 oktober 2008. 
Svenningsson har skrivit flera av låtarna på denna skiva i samarbete med Staffan Hellstrand.

## Låtförteckning
1. Jag sjunger för dig - 3:45
2. Liten bambi - 4:10
3. Är det verkligen du - 3:33
4. Längtar efter värmen - 2:52
5. Du är en del av mig (med Sonja Aldén) - 3:22
6. Känn hur mitt hjärta - 3:53
7. Har du hört - 4:08
8. Jennifer - 4:07
9. Det finns nånting som jag vill ha - 4:01
10. Det är sånt som händer - 4:00
11. Du är människan - 3:11
12. God morgon (med Irma Schultz) - 3:03

## Listplaceringar
| Lista (2008) | Topplacering |
| ------------ | ------------ |
| Sverige      | 19           |